# Louis M’Fedé
Louis-Paul M’Fedé (ur. 26 lutego 1961 w Jaunde, zm. 10 czerwca 2013 tamże) – kameruński piłkarz, pomocnik.

## Życiorys
W sezonie 1983/1984 strzelił dla swojego klubu – Stade Rennais dwie bramki. Łącznie w swojej klubowej karierze rozegrał 91 meczów, 12 razy wpisując się na listę strzelców. Brał udział w Mistrzostwach Świata 1990. Zagrał 71 minut w meczu inauguracyjnym z Argentyną, cały mecz z Rumunią i ZSRR. Kamerun wyszedł z grupy z pierwszym miejscem, a w dalszej fazie natrafił na Kolumbię. M’Fede został zmieniony w 58 minucie przez Rogera Millę, który strzelił w dogrywce dwie bramki dając Kameruńczykom awans. W ćwierćfinale "Nieposkromione Lwy" odpadły, po zaciętym meczu z Anglią, a Louis zaliczył 63 minuty gry, po których wszedł za niego Eugène Ekéké, strzelec bramki na 2:1. Mecz wygrała reprezentacja Albionu i to oni przeszli dalej.
M’Fede rozegrał wszystkie trzy mecze podczas Mistrzostw Świata w 1994 roku. W meczu ze Szwecją został zmieniony w 88 minucie przez Emmanuela Maboanga. Z Brazylią został zmieniony po 71 minutach gry, ponownie przez Maboanga. Natomiast w meczu pożegnalnym z Rosją został zmieniony w przerwie meczu, tym razem przez Rogera Millę. Ten mundial okazał się nieudany dla reprezentacji Kamerunu. Po 3 meczach zgromadzili 1 punkt i tym samym odpadli z turnieju. Podczas tych Mistrzostw M’Fede był zawodnikiem Canonu Jaunde.
Był w kadrze Kamerunu na Igrzyska Olimpijskie w 1984 roku, podczas których reprezentacja prowadzona przez Kae Rade zajęła 3. miejsce w grupie, przegrywając z Jugosławią 1:2, z Kanadą 1:3, a wygrywając jedynie z Irakiem 1:0.